# Goumois (Doubs)
Goumois é uma comuna francesa na região administrativa de Borgonha-Franco-Condado, no departamento de Doubs. Estende-se por uma área de 5,83 km². Em 2010 a comuna tinha 163 habitantes (densidade: 28 hab./km²).